# Lathumervaart
De Lathumervaart (Fries en officieel: Lathumer Feart) is een vaart die de Lollumervaart en de Tzummervaart met de Harlingervaart verbindt. De Lathumervaart begint waar de Lollumervaart en de Tzummervaart samenkomen, stroomt dan langs Waaxens, en komt ten slotte bij Hemert uit in de Harlingervaart.